# Ходуня
Ходу́ня —  село в Україні, у Есманьській селищній громаді Шосткинського району Сумської області. Населення становить 2 осіб.

## Географія
Село Ходуня розташоване на правому березі річки Ходуня, яка за 2 км впадає у річку Смолянка. Нижче за течією на відстані 2 км розташоване село Смикарівка. На відстані 1.5 км розташоване село Пустогород.

## Історія
12 червня 2020 року, відповідно до розпорядження Кабінету Міністрів України № 723-р «Про визначення адміністративних центрів та затвердження територій територіальних громад Сумської області», село увійшло до складу Есманьської селищної громади.
19 липня 2020 року, в результаті адміністративно-територіальної реформи та ліквідації Глухівського району, село увійшло до складу новоутвореного Шосткинського району.

## Населення

### Мова
Розподіл населення за рідною мовою за даними перепису 2001 року:
| Мова       | Кількість | Відсоток |
| ---------- | --------- | -------- |
| українська | 2         | 100%     |